# Kaiser Karl VI. (Schiff)
SMS Kaiser Karl VI. war ein Panzerkreuzer der k.u.k. Kriegsmarine. Das Schiff absolvierte zu Beginn seiner Karriere einen langen  Auslandseinsatz und wurde anschließend im Ersten Weltkrieg eingesetzt. Nach dem Krieg wurde das Schiff abgewrackt. Der Kreuzer war nach Kaiser Karl VI. benannt.

## Baugeschichte

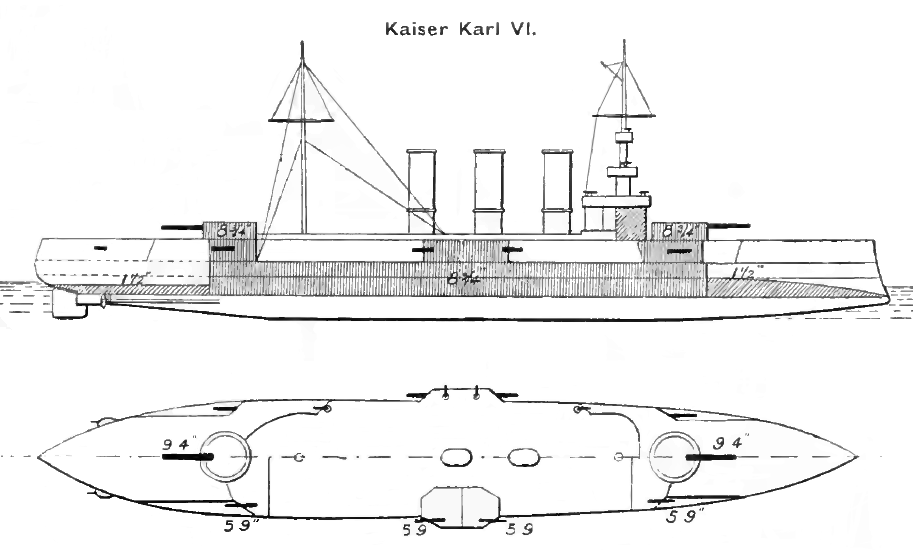
Schema der Panzerung und Bewaffnung von SMS Kaiser Karl VI. von 1915

Erst knapp fünf Jahre nach dem Typschiff wurde am 1. Juli 1896 auf der Bauwerft STT (Stabilimento Tecnico Triestino) San Rocco in Triest das zweite Schiff dieser Klasse auf Stapel gelegt. Verantwortlich für den Entwurf war Schiffbau-Oberingenieur J. Kellner, der mit dem Schiff (Projektname: Rammkreuzer D) ein modernes 6.000-ts-Schiff mit ausreichendem Gürtelpanzer geschaffen hatte. Beteiligt war hier bereits der Ingenieur Siegfried Popper aus Prag, der den weiteren Neubauten der k.u.k. Kriegsmarine seinen Stempel aufdrücken sollte. Der Preis für den Neubau lag bei 11 Millionen Kronen, ein Betrag, der den Beschaffungskosten für die beiden Geschützten Kreuzer Kaiser Franz Joseph I. und Kaiserin Elisabeth zusammen entsprochen hatte. Die von der Firma Krupp gelieferte schwere Artillerie war in einzellafettierten und elektrisch betriebenen Geschütztürmen aufgestellt. Die Mittelartillerie kam von Škoda. Die Schiffe dieser Klasse waren als Antwort auf die 1892–96 gebauten beiden italienischen Panzerkreuzer der Vettor-Pisani-Klasse gedacht und brauchten den Vergleich nicht zu scheuen, da diese nur mit einer 12 × 15-cm-Hauptbewaffnung ausgerüstet waren. Am 4. Oktober 1898 erfolgte der Stapellauf und am 23. Mai 1900 die Indienststellung der Kaiser Karl VI.

## Einsätze

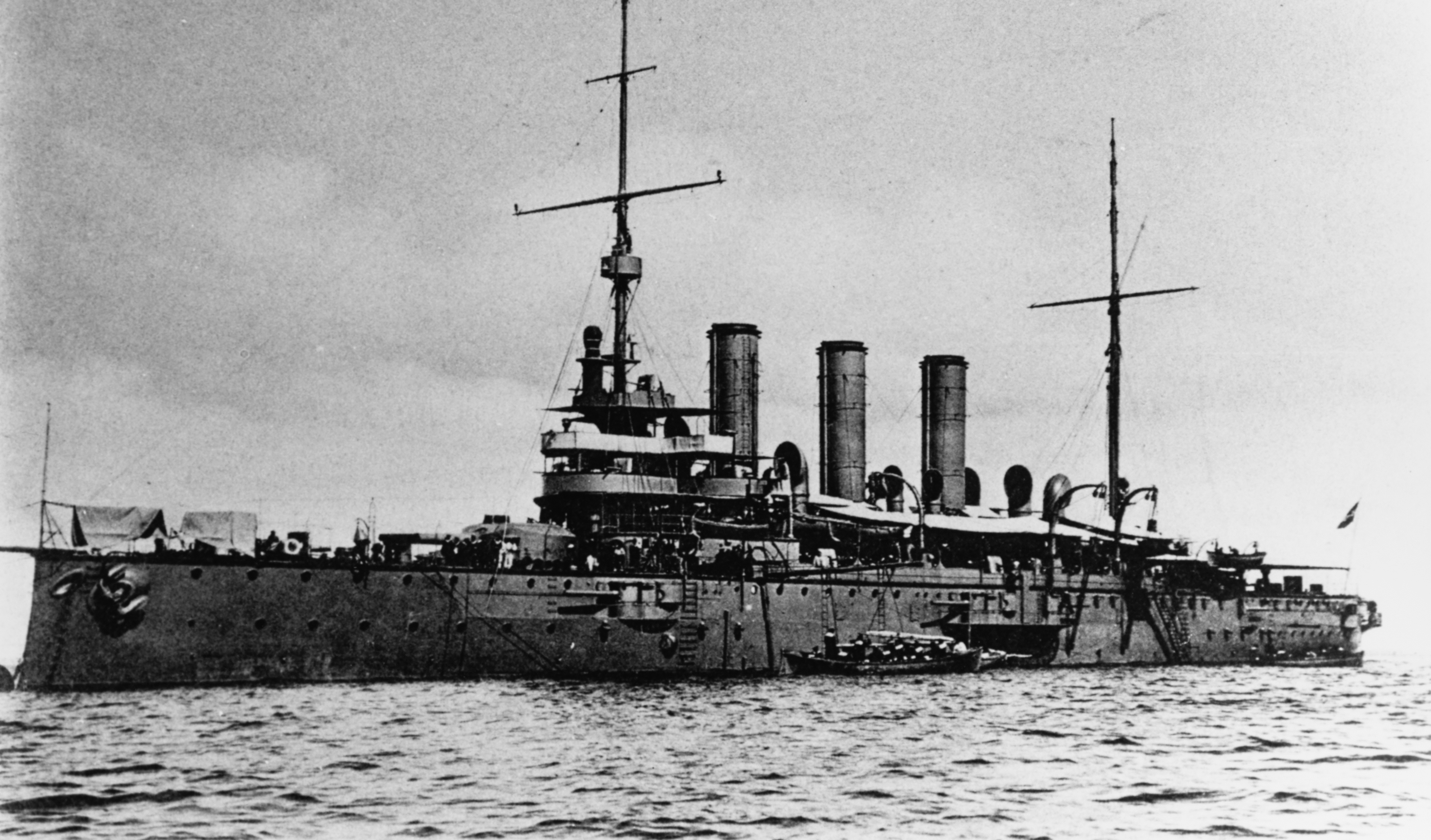
SMS Kaiser Karl VI. mit dunklem Anstrich

- 1901: Ausbildungsreise in die Ägäis
- 1902–03: Stationsschiff in Ostasien
- 1909: Teilnahme an der internationalen Flottendemonstration in der Levante
- 1910: Freundschaftsbesuch anlässlich der 100-Jahr-Feier der Republik Argentinien in Buenos Aires
- 1913: Anlässlich des Balkankrieges Flottendemonstration vor der montenegrinischen Küste. Sicherung bei der Räumung von Skutari.
- 1914: Letzte Ausbildungsreise eines k.u.k. Kriegsschiffes im Frieden. Fahrt ins westliche Mittelmeer
- 9. September 1914: Im Verband mit Kaiser Franz Joseph I. Beschießung der Lovćen-Batterien
- 1915: Beschießung der Lovćen-Batterien
- 29. Dezember 1915: Im Verband Auslaufen zur Unterstützung der sich im Gefecht befindlichen Helgoland-Gruppe.
- 28.–29. August 1916: Im Verband Vorstoß vor die italienische Ostküste
- 1. Februar 1918: Die Mannschaft beteiligt sich am Matrosenaufstand von Cattaro
- 19. März 1918: Außerdienststellung in Sebenico
- ab 20. März 1918: Wohnschiff

## Verbleib
Ende Januar 1920 durch alliierte Marinedelegation Großbritannien zugesprochen. Anschließend an das Stahlwerk Vaccaro & Co. in Italien verkauft, nach Neapel geschleppt und dort abgewrackt.
Anmerkung:
Der Authentizität wegen werden die Ortsnamen in der Schreibweise der k.u.k. Kriegsmarine aufgeführt. Die Verlinkungen verweisen auf die heutigen Gegebenheiten.